# 南武庫之荘

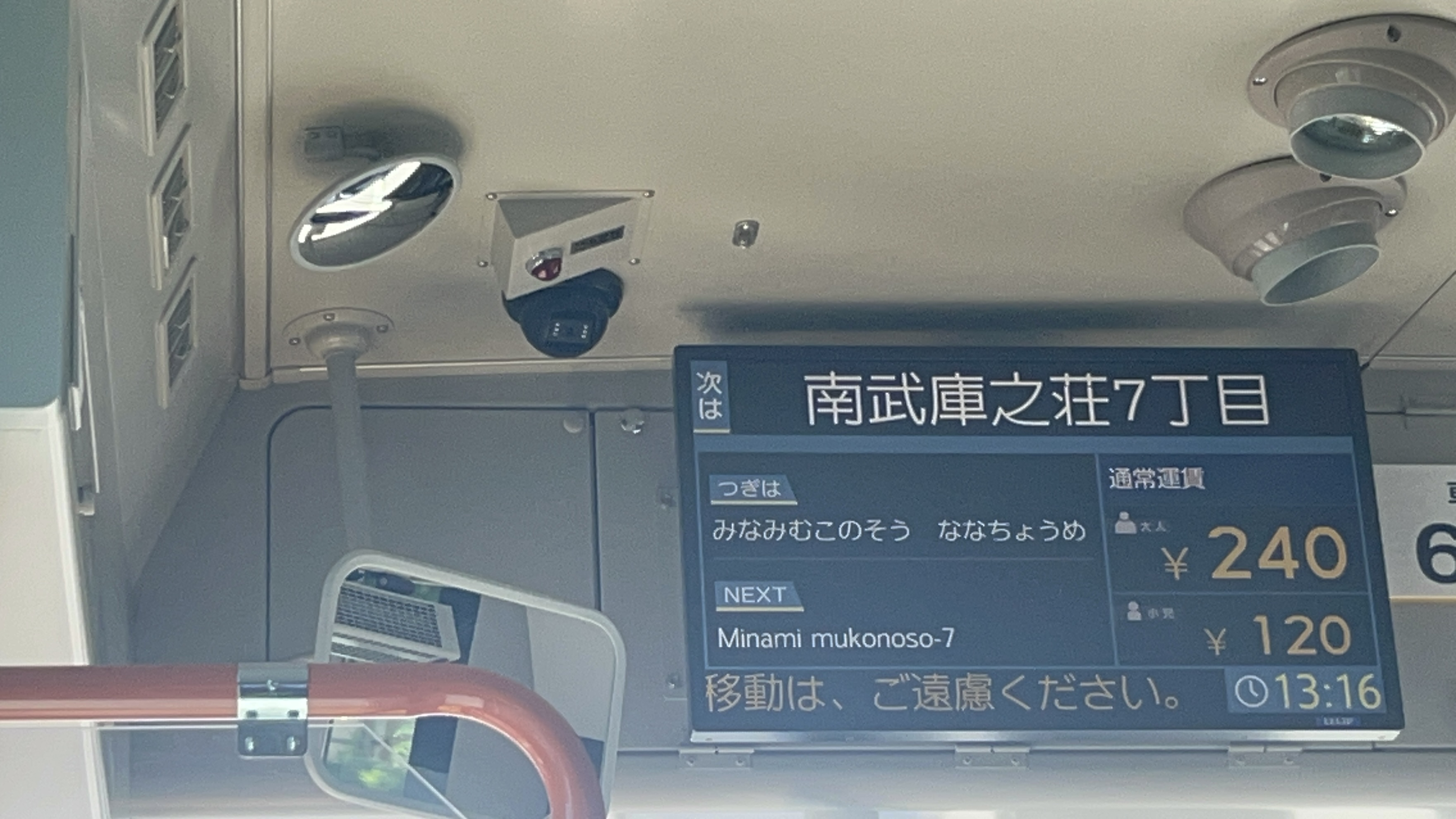
阪神バス南武庫之荘7丁目停留所案内

南武庫之荘（みなみむこのそう）は、兵庫県尼崎市にある町丁。1丁目から12丁目まである。郵便番号は661-0033。座標: 北緯34度44分50.816秒 東経135度23分09.988秒 / 北緯34.74744889度 東経135.38610778度

## 地理
東は上ノ島町、西は西宮市松並町・甲子園口北町、南は稲葉荘、北は武庫町・武庫之荘・武庫之荘東と隣接している。

## 交通

### 鉄道
- 阪急神戸線
  - -武庫之荘-

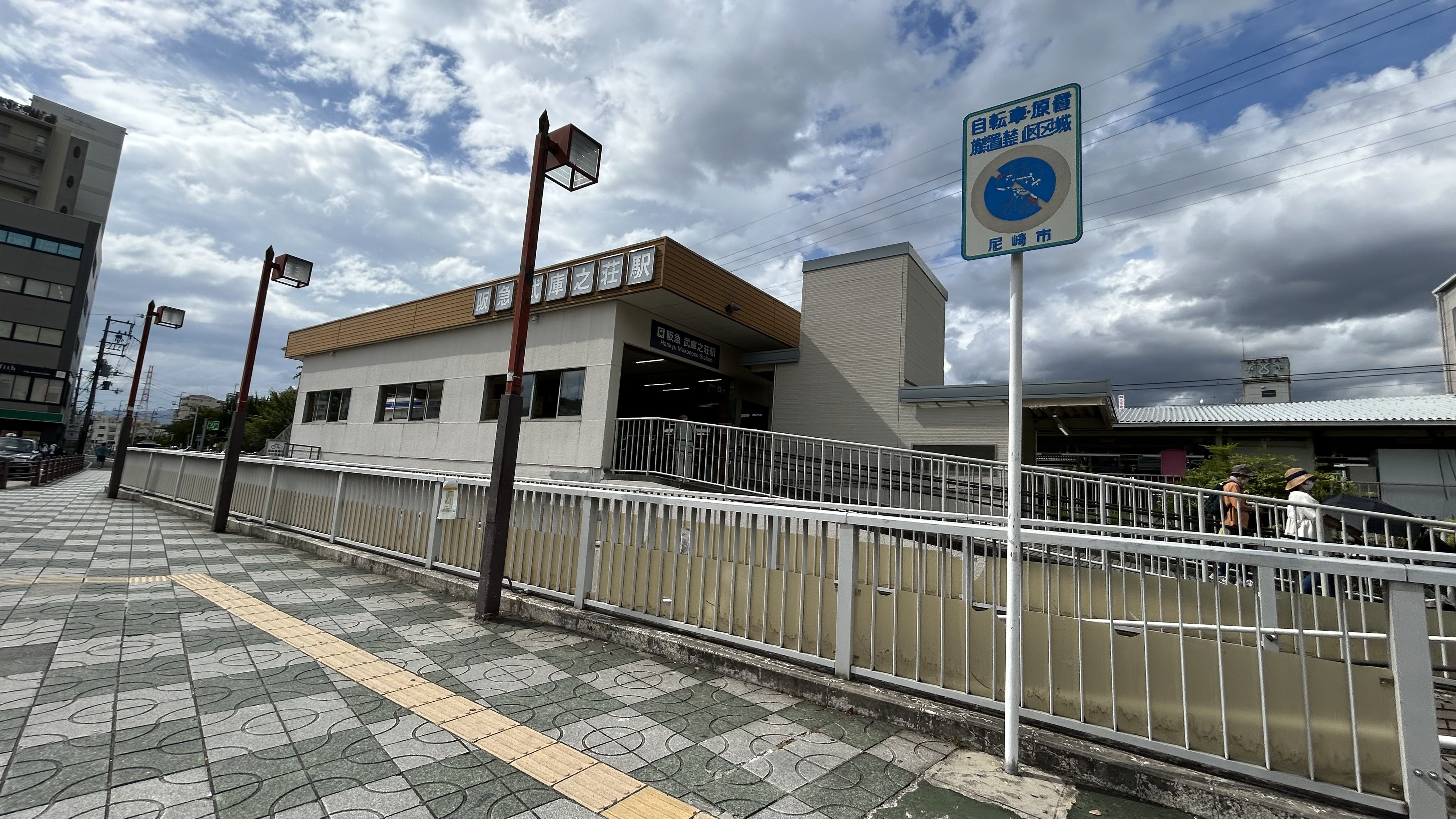
南口
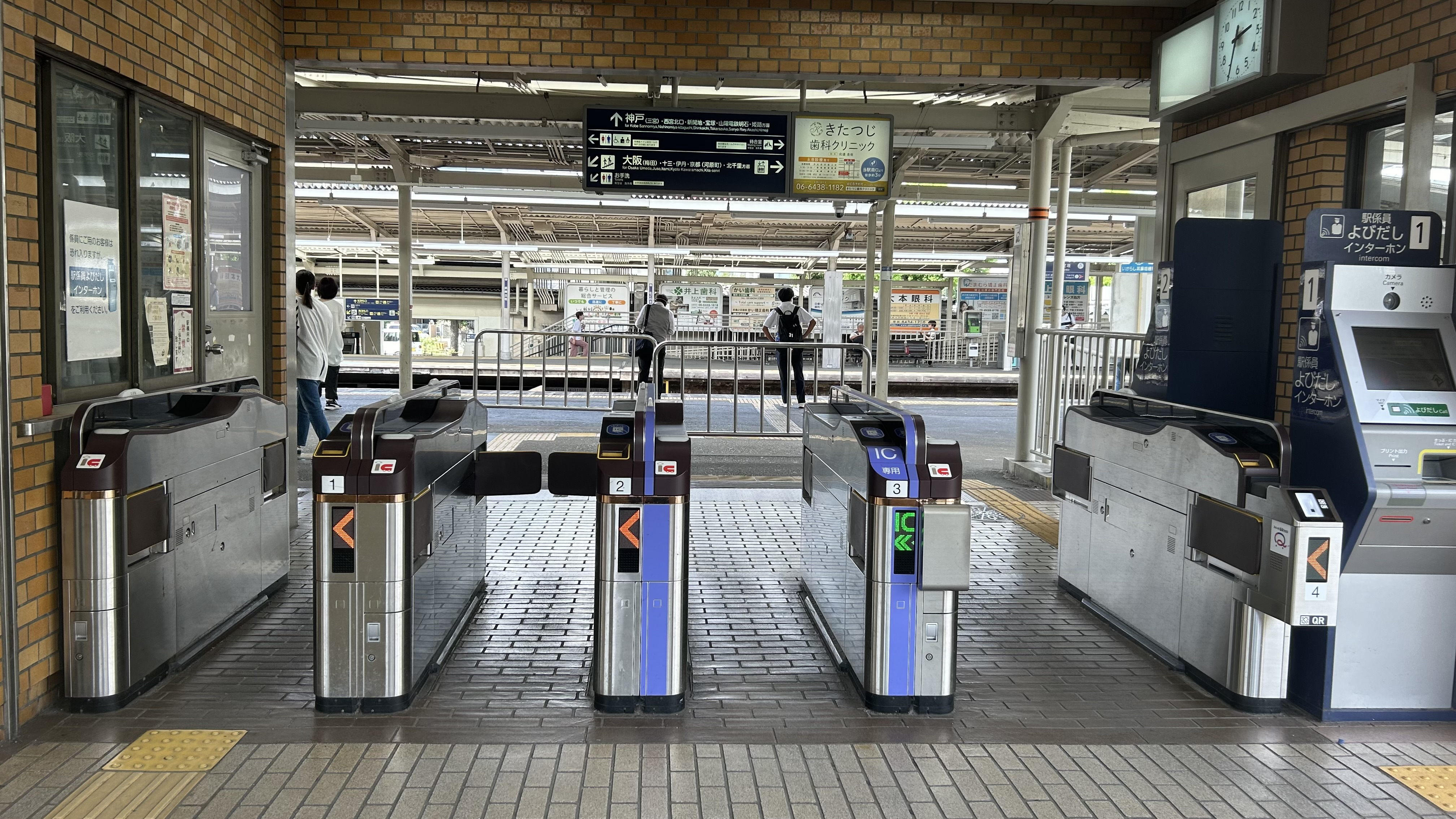
南改札口
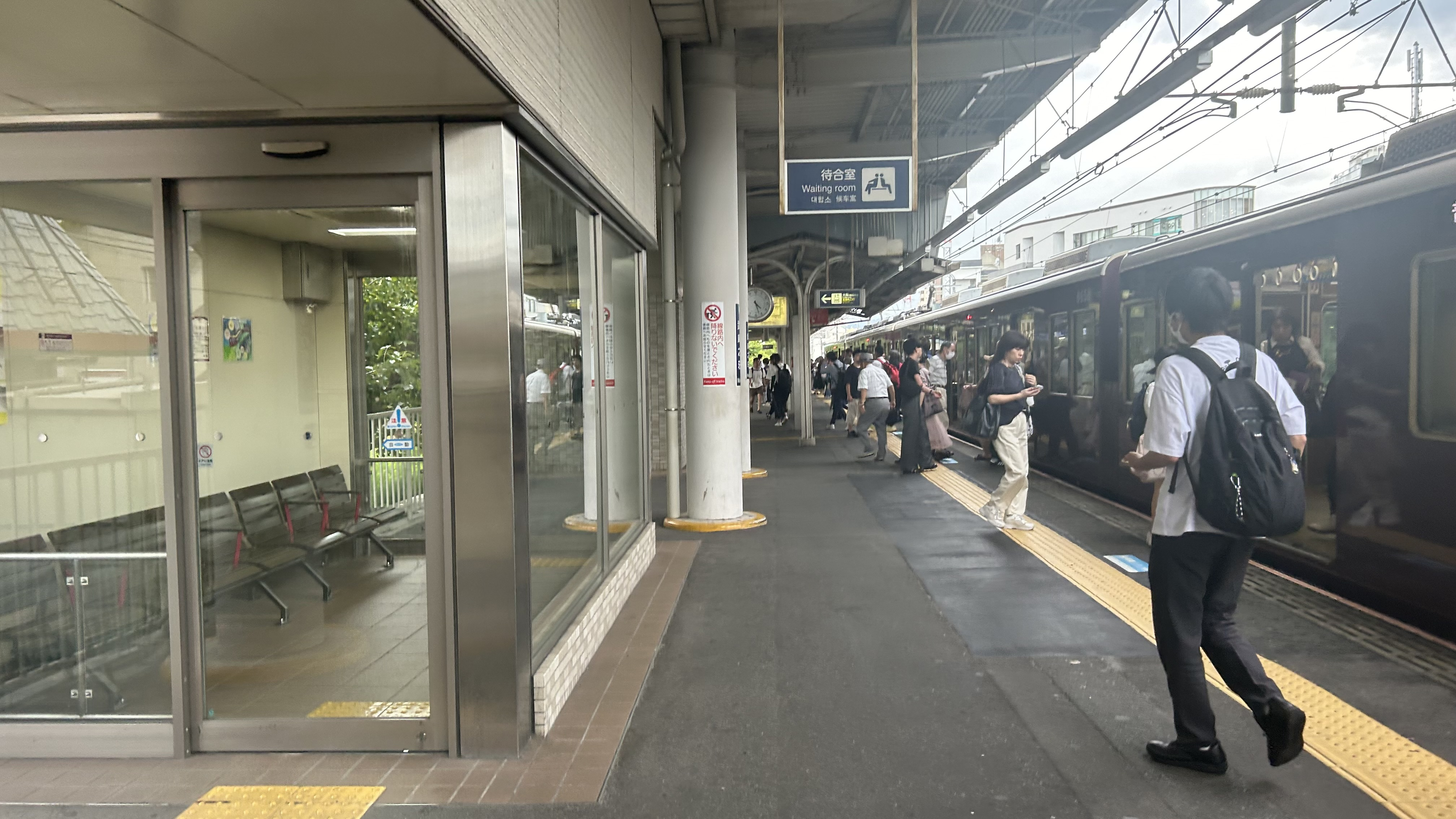
ホーム

### バス
阪神バスが通っている。
| バス停名          | 系統番号                |
| ----------------- | ----------------------- |
| 阪急武庫之荘 (南) | 15 43 43-2 49 55 47 AD1 |
| 南武庫之荘2丁目   | 43 43-2 47 AD1          |
| 南武庫之荘3丁目   | 15                      |
| 北図書館          | 15 43 43-2 49 55 47 AD1 |
| 南武庫之荘4丁目   | 43 43-2 47 49 55 AD1    |
| 南武庫之荘7丁目   | 47 AD1                  |
| 南武庫之荘8丁目   | 47 AD1                  |
| 南武庫之荘9丁目   | 47 AD1                  |
| 守部公園          | 47 AD1                  |

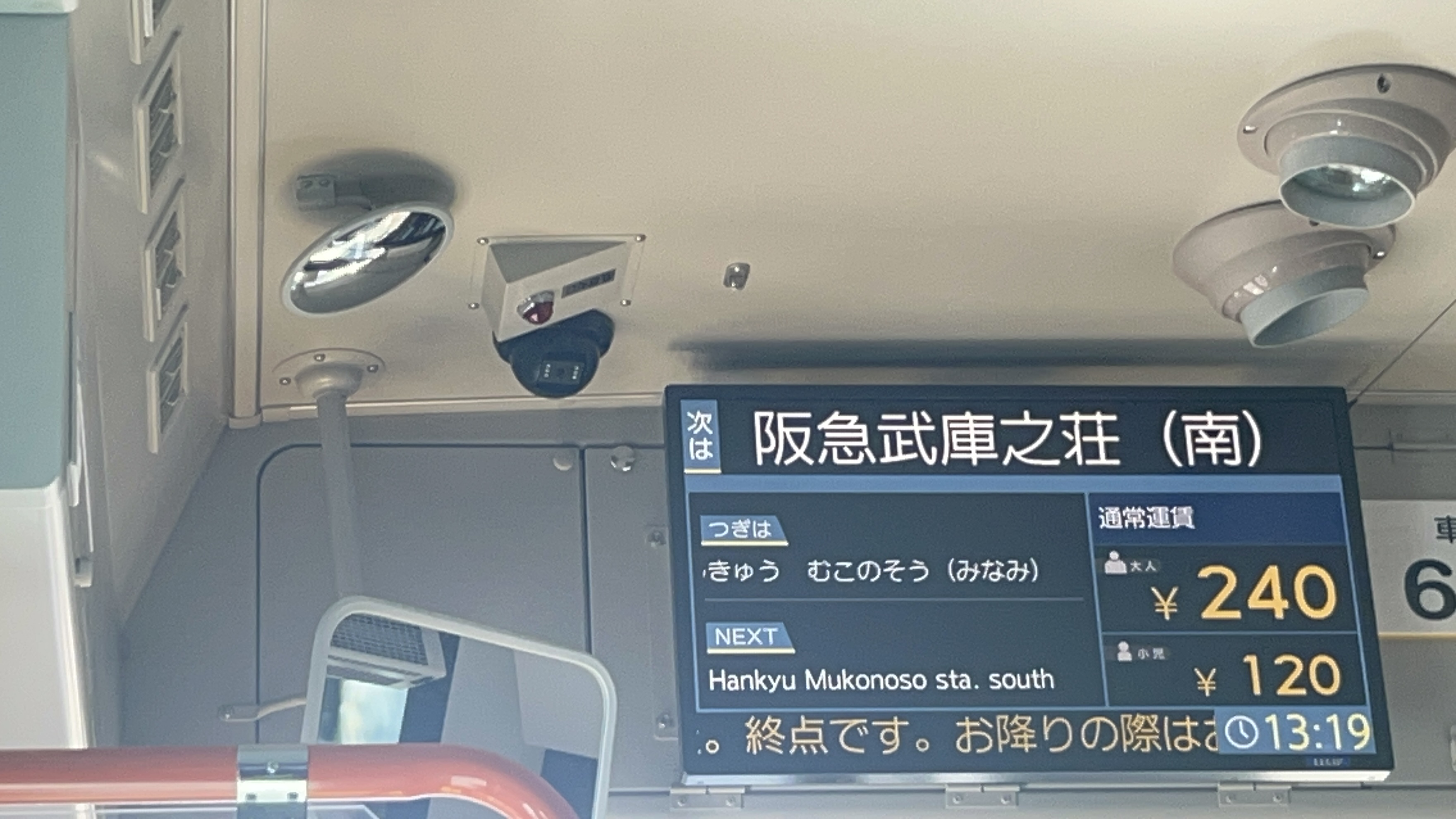
阪神バス阪急武庫之荘（南）停留所案内
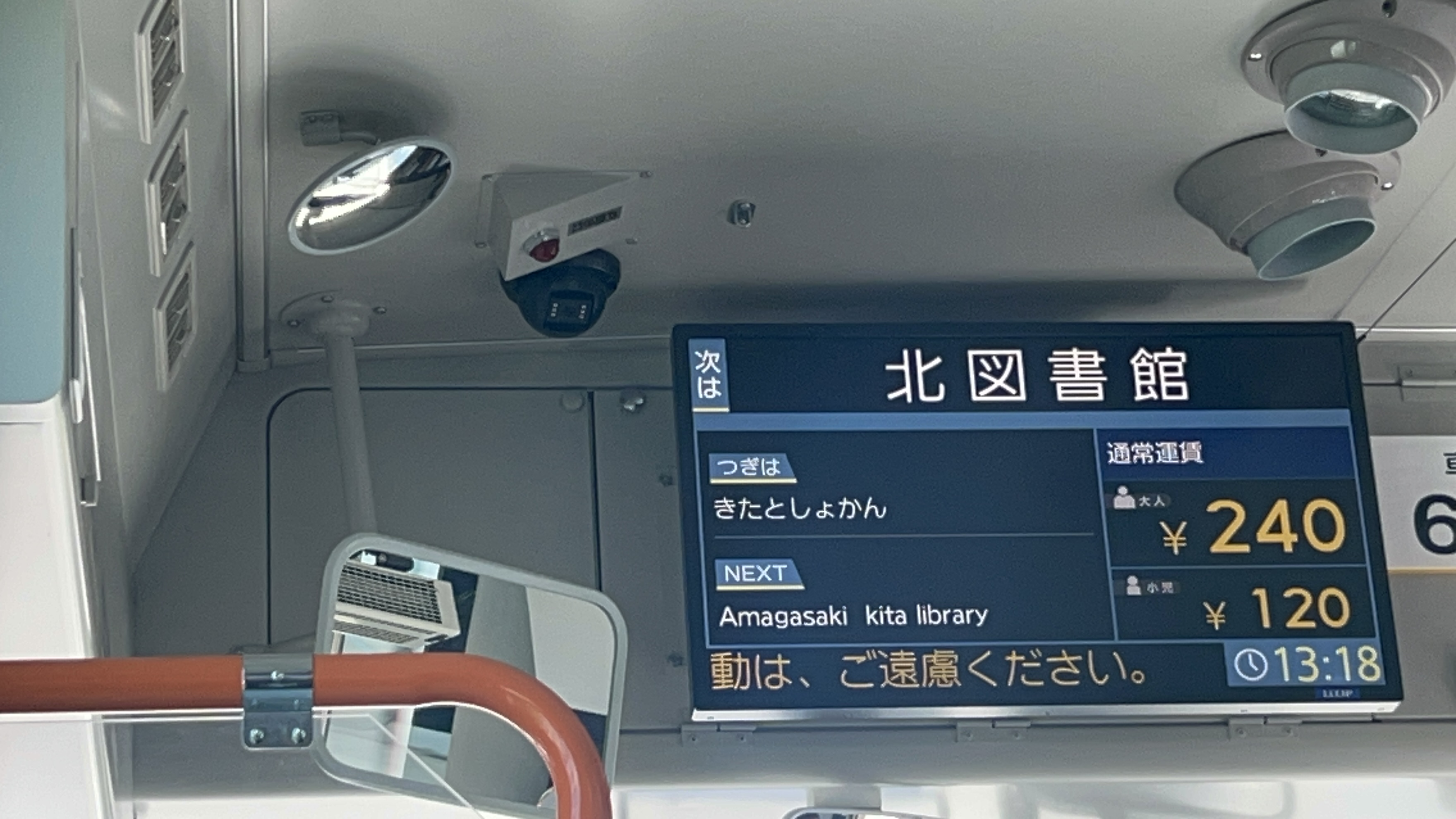
阪神バス北図書館停留所案内
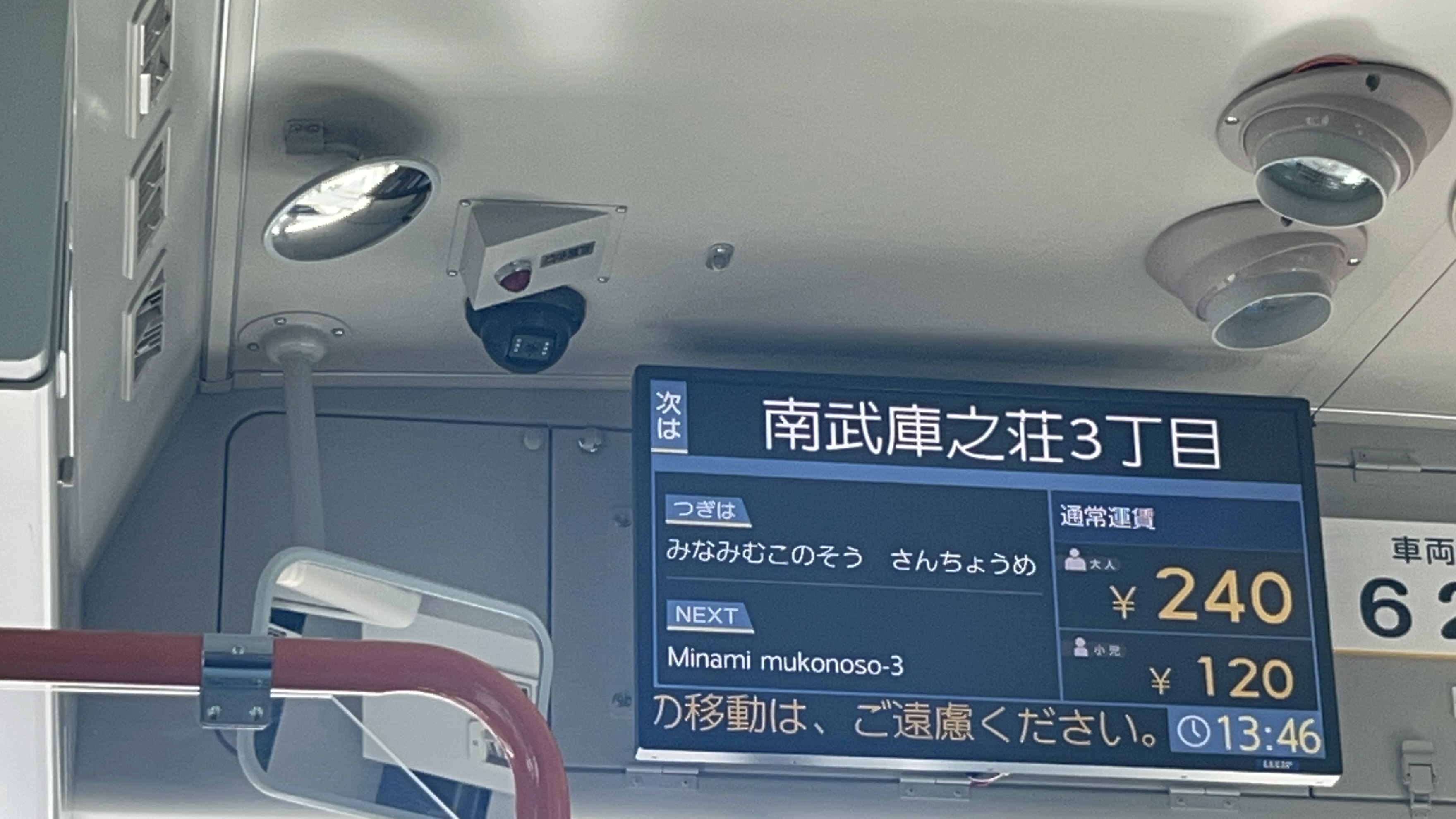
阪神バス南武庫之荘3丁目停留所案内
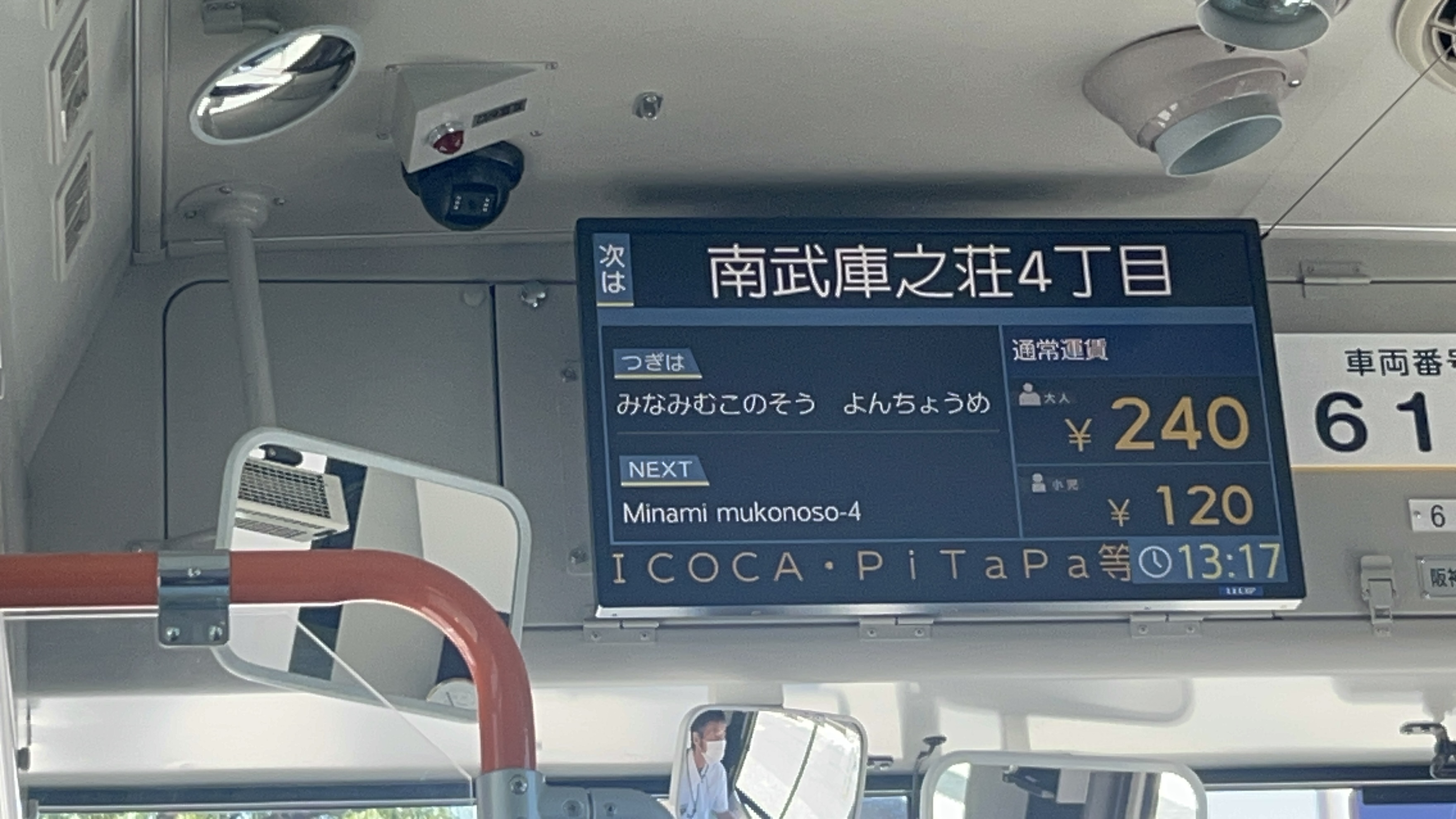
阪神バス南武庫之荘4丁目停留所案内

| バス停名         | 路線名                             |
| ---------------- | ---------------------------------- |
| 南武庫之荘五丁目 | 尼崎宝塚線 杭瀬宝塚線 宝塚甲子園線 |

## 校区
出典:
| 丁目 | 番地                              | 小学校       | 中学校           |
| ---- | --------------------------------- | ------------ | ---------------- |
| 1    | 全域                              | 立花西小学校 | 南武庫之荘中学校 |
| 2    | 全域                              | 立花西小学校 | 南武庫之荘中学校 |
| 3    | 全域                              | 立花西小学校 | 南武庫之荘中学校 |
| 4    | 全域                              | 立花西小学校 | 南武庫之荘中学校 |
| 5    | 全域                              | 立花西小学校 | 南武庫之荘中学校 |
| 6    | 全域                              | 武庫南小学校 | 南武庫之荘中学校 |
| 7    | 全域                              | 武庫南小学校 | 南武庫之荘中学校 |
| 8    | 全域                              | 武庫南小学校 | 南武庫之荘中学校 |
| 9    | 全域                              | 武庫南小学校 | 南武庫之荘中学校 |
| 10   | 全域                              | 武庫南小学校 | 南武庫之荘中学校 |
| 11   | １～１０番、１１番1～11、28～50号 | 武庫南小学校 | 南武庫之荘中学校 |
| 11   | １１番12～27号、１２番            | 大島小学校   | 大庄北中学校     |
| 12   | ２～２２番                        | 大島小学校   | 大庄北中学校     |
| 12   | １番                              | 武庫南小学校 | 南武庫之荘中学校 |